# 후아나 라 비르헨
《후아나 라 비르헨》(스페인어: Juana, la virgen)는 2002년 방영된 베네수엘라의 텔레노벨라이다.